# هيدا غيفو
هيدا غيفو (بالإنجليزية: Hida, Gifu)‏ هي مدن اليابان تقع في اليابان في غيفو (محافظة).  يقدر عدد سكانها بـ 26,403 نسمة .